# Anglo-egyptiska kriget 1882
Anglo-egyptiska kriget 1882 utkämpades mellan egyptiska och sudanesiska styrkor ledda av Ahmed Orabi, och Storbritannien. Storbritannien vann, och Ahmed Orabis styrkor tvingades fly. Kriget följdes av flera års brittisk militär närvaro i Egypten. Storbritannien anföll bland annat Alexandria under kriget.